# Induction (génétique)
Pour les articles homonymes, voir Induction.
Une induction enzymatique décrit l'induction de l'expression génique d'une enzyme. L'induction enzymatique augmente la concentration d'une enzyme. En complément de l'induction enzymatique, l'activation enzymatique entraîne une augmentation de l'activité enzymatique. En biochimie, une substance qui provoque l'induction est appelée inducteur. Une répression de l'expression des gènes, contraire à l'induction enzymatique, est obtenue par des répresseurs, et une inhibition enzymatique peut également se produire.

## Induction enzymatique en médecine
L'effet de l'induction est utilisé dans la dégradation des médicaments et en cas d'intoxication, afin de biotransformer les substances toxiques le plus rapidement possible. L'induction de l'enzyme cytochrome P450 par le millepertuis en est un exemple. Le cytochrome P450 est responsable du métabolisme de nombreux médicaments. Les principes actifs tels que Marcumar, les médicaments HAART, les antibiotiques ou certains contraceptifs oraux peuvent ainsi être dégradés plus rapidement par l'organisme humain. Il est donc possible qu'en cas de prise simultanée de millepertuis, par exemple, ces médicaments n'agissent pas suffisamment pendant la période souhaitée (pilule = 24 heures). Les conséquences possibles de la prise combinée d'un inducteur enzymatique et de certains immunosuppresseurs sont bien plus dévastatrices. Ces derniers sont souvent prescrits après une transplantation d'organe et empêchent le rejet des organes implantés.
Les inhibiteurs enzymatiques peuvent être utilisés pour empêcher que les substances médicamenteuses ne soient dégradées trop rapidement. Cela permet d'économiser l'utilisation de médicaments, par exemple pour les substances actives très coûteuses ou pour les substances actives dont les effets secondaires sont plus prononcés à des doses plus élevées.

### Avis sur l'induction enzymatique
- JH Lin : Interactions médicamenteuses induites par l'induction du CYP : évaluation in vitro et implications cliniques. Dans : Pharma Res., volume 23, n° 6, juin 2006, pages 1089 à 1116. Examen.
- M. Dickins : Induction des cytochromes P450. Dans : Curr Top Med Chem., volume 4, n° 16, 2004, pages 1745–1766.
- Gómez-Lechón MJ, Donato MT, Castell JV, Jover R. Hépatocytes humains en culture primaire : le choix d'étudier le métabolisme des médicaments chez l'homme. Dans : Curr. métabolite médicamenteux, volume 5, n° 5, octobre 2004, pages 443 à 462.
- C. Handschin, UA Meyer : Induction du métabolisme des médicaments : le rôle des récepteurs nucléaires. Dans : Pharmacol Rev., volume 55, n° 4, décembre 2003, pages 649 à 673.
- EM Williamson : Interactions médicamenteuses entre les médicaments à base de plantes et les médicaments sur ordonnance. Dans : Drug Safe., volume 26, n° 15, 2003, pages 1075 à 1092.
- AH Conney : Induction d'enzymes métabolisant les médicaments : une voie vers la découverte de multiples cytochromes P450. Dans : Annu Rev Pharmacol Toxicol., volume 43, 2003, pages 1 à 30.

### Examens du mécanisme d'inhibition enzymatique
- Masubuchi Y, Horie T : signification toxicologique de l'inactivation basée sur le mécanisme des enzymes du cytochrome p450 par des médicaments. Dans : Crit Rev Toxicol., volume 37, n° 5, juin 2007, pages 389 à 412.
- S. Ferrari : Protéines kinases contrôlant le début de la mitose. Dans : Cellule. mol. Sciences de la vie , volume 63, n° 7-8, avril 2006, pages 781-795.
- Zhou S, Yung Chan S, Cher Goh B, Chan E, Duan W, Huang M, McLeod HL : Inhibition basée sur le mécanisme du cytochrome P450 3A4 par des médicaments thérapeutiques. Dans : Clin Pharmacokinet., volume 44, n° 3, 2005, pages 279 à 304.

### Manuel
- Hans Marquardt, Siegfried G. Schäfer (éd. ): Manuel de toxicologie 2. Edition, Scientific Publishing Company Stuttgart, 2004.